# المسار (مسلسل)
المَسَار (بالإنجليزية: The Path) مسلسل دراما تلفزيوني أمريكي. من بطولة آرون بول، ميشيل موناغان وهيو دانسي، يتابع المسلسل مجموعة من أعضاء ديانة خيالية تدعى ميريزم.
طلب هولو عشرة حلقات من المسلسل في مارس 2015. سّمي المسلسل في البداية «الطريق؛ بالإنجليزية: The Way»، وغير بعدها إلى «المسار» بسب تشابهه مع أسماء آخرى. بدأ عرض المسلسل في 30 مارس، 2016. في 4 مايو، 2016، جدد هولو المسلسل لموسم ثاني.

## الممثلين والشخصيات

### شخصيات رئيسية
- آرون بول بدور إيدي لاين
- هيو دانسي بدور كال روبرتس
- ميشيل موناغان بدور سارة لاين
- إيما غرينويل بدور ماري كوكس
- روكموند دنبار بدور المحقق. آيب غاينس
- كايل آلين بدور هوك لاين
- أيمي فورسيث بدور آشلي فيلدس
- سارة جونز بدور أليسون كيمب
- بول جيمس بدور شون إيغان

### شخصيات ثانوية
- كلارك ميدلتون بدور ريتشارد
- مينكا كيلي بدور ميراندا فرانك
- كيير دوليا بدور الدكتور. ستيفن ماير
- بيتر فريدمان بدور ديردي أوكونيل
- برايان ستوكس ميتشل وإدريان لينوكس بدوري بيل وفيليشا
- ستيفاني سو بدور جوي أرمسترونغ
- آلي آن بدور نيكول أرمسترونغ
- كاثلين ترنر بدور بريندا روبرتس
- ماكس آيريك بدور فريدي ريج

## الحلقات

### الموسم الأول
| تسلسل | عنوان الحلقة "بالإنجليزية" | إخراج        | كتابة           | تاريخ العرض   |
| ----- | -------------------------- | ------------ | --------------- | ------------- |
| 1     | «ما يُلقى في النار»         | مايك كاهيل   | جيسيكا غولدبيرغ | 30 مارس 2016  |
| 2     | «عصر السِلّمْ»                | مايك كاهيل   | جيسيكا غولدبيرغ | 30 مارس 2016  |
| 3     | «العودة للوطن»             | مايكل ويفر   | آني وايزمان     | 6 أبريل 2016  |
| 4     | «المستقبل»                 | مايكل ويفر   | جوليا براونويل  | 13 أبريل 2016 |
| 5     | «الفجوة»                   | باتريك نوريس | كولمان هيربيرت  | 20 أبريل 2016 |
| 6     | «الاقتحام والدخول»         | باتريك نوريس | جيسيكا غولدبيرغ | 27 أبريل 2016 |
| 7     | «اللاجئون»                 | روكسان دوسن  | جيسون كاتميس    | 4 مايو 2016   |
| 8     | «الشاطئ»                   | روكسان دوسن  | آني وايزمان     | 11 مايو 2016  |
| 9     | «غرفة خاصة به»             | مايكل ويفر   | جوليا براونويل  | 18 مايو 2016  |
| 10    | «المعجزة»                  | مايكل ويفر   | جيسيكا غولدبيرغ | 25 مايو 2016  |

### الموسم الثاني
| تسلسل | عنوان الحلقة "بالإنجليزية" | إخراج          | كتابة           | تاريخ العرض    |
| ----- | -------------------------- | -------------- | --------------- | -------------- |
| 1     | «الشفق اللامع»             | مايكل ويفر     | جيسيكا غولدبيرغ | 25 يناير 2017  |
| 2     | «القمر الميت»              | مايكل ويفر     | جيسيكا غولدبيرغ | 25 يناير 2017  |
| 3     | «الأب والإبن»              | مايكل سلوفيز   | جيسيكا غولدبيرغ | 1 فبراير 2017  |
| 4     | «الجدار الأحمر»            | مايكل سلوفيز   | جيسيكا غولدبيرغ | 8 فبراير 2017  |
| 5     | «لماذا نحن المصدر»         | نوربيرتو باربا | جيسيكا غولدبيرغ | 15 فبراير 2017 |
| 6     | «لسلامتنا»                 | نوربيرتو باربا | جيسيكا غولدبيرغ | 22 فبراير 2017 |
| 7     | «العناية الإلهية»          | TBA            | جيسيكا غولدبيرغ | 1 مارس 2017    |
| 8     | «عودة»                     | مايكل ويفر     | جيسيكا غولدبيرغ | 8 مارس 2017    |
| 9     | «أوز»                      | TBA            | جيسيكا غولدبيرغ | 15 مارس 2017   |
| 10    | «رد»                       | TBA            | جيسيكا غولدبيرغ | 22 مارس 2017   |
| 11    | «تحد»                      | TBA            | جيسيكا غولدبيرغ | 29 مارس 2017   |
| 12    | «روحٌ شريرة»                | TBA            | جيسيكا غولدبيرغ | 5 أبريل 2017   |
| 13    | «الرحمة»                   | TBA            | جيسيكا غولدبيرغ | 12 أبريل 2017  |

## وصلات خارجية
- المسار على موقع IMDb (الإنجليزية)
- المسار على موقع ميتاكريتيك (الإنجليزية)
- المسار على موقع روتن توميتوز (الإنجليزية)
- المسار على موقع كينوبويسك (الروسية)
- المسار على موقع ألو سيني (الفرنسية)
- المسار على موقع قاعدة بيانات الفيلم (الإنجليزية)